# Gygra
Gygra är en bergstopp i Antarktis. Den ligger i Östantarktis. Norge gör anspråk på området. Toppen på Gygra är 1 980 meter över havet, eller 358 meter över den omgivande terrängen. Bredden vid basen är 1,2 km.
Terrängen runt Gygra är varierad.  Trakten är obefolkad. Det finns inga samhällen i närheten. 